# 讨伐李长江战役
讨伐李长江战役，是中国抗日战争中中日双方发生的战役。1941年2月15日，苏鲁皖边游击军副总指挥李长江，率第1至第7纵队在泰州城公开投降日军。新四军发起战役，攻克泰州城，除李长江残部数百人撤离，余部被全歼。